# Klęczany (powiat nowosądecki)

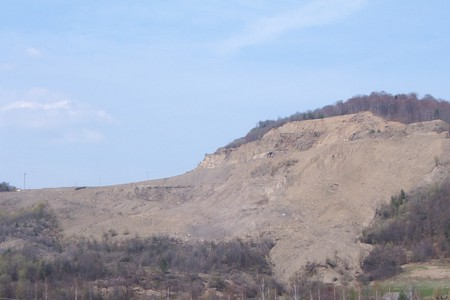
Kamieniołom

Klęczany – wieś w Polsce położona w województwie małopolskim, w powiecie nowosądeckim, w gminie Chełmiec.
W latach 1954–1960 wieś należała do gromady Marcinkowice, po przeniesieniu siedziby zmianie nazwy gromady, należała i była siedzibą władz gromady Klęczany. W latach 1975–1998 miejscowość należała administracyjnie do województwa nowosądeckiego. W 2022 roku wieś liczyła 1154 mieszkańców.

## Położenie
Klęczany leżą u podnóża Pasma Łososińskiego w Beskidzie Wyspowym, w dolnym biegu potoku Smolnik (dopływu Dunajca). Wieś leży przy drodze powiatowej nr 1551K Limanowa – Chełmiec oraz przy linii kolejowej nr 104 Nowy Sącz – Chabówka.

## Historia
Klęczany były jedną z wsi, którą w 1257 Bolesław Wstydliwy oddał swojej żonie Kindze. Ta, owdowiawszy, w 1280 ufundowała starosądecki klasztor Klarysek, ofiarowując na jego utrzymanie wszystkie swe folwarki na Sądecczyźnie. Od 1628 Klęczany należały do szlachty.
W 1858 właściciele Klęczan Apolinary i Eugeniusz Zielińscy rozpoczęli wydobycie ropy naftowej, początkowo z 3, a w 1861 z 41 szybów. W celu przeróbki ropy postawili rafinerię, początkowo w budynku drewnianym z 4 retortami, a potem murowanym (dwa magazyny, piwnica i iza destylacyjna) "o dziesięciu retortach żelaznych nitowanych". Wyroby fabryki (olej do lamp i maź do wozów) były wysyłane do Wiednia, Pragi, Pesztu, Krakowa, Tarnowa, Nowego Sącza i innych (koleją z Bochni). Rafineria działała do końca I wojny światowej.
16 grudnia 1884 oddana została do użytku Galicyjska Kolej Transwersalna, przechodząca przez wieś.
W 1912 zaczęto wydobywać tutaj piaskowiec.

## Zabytki
- Dworek – data budowy nie jest znana, po raz pierwszy wymieniony w dokumentach z 1911.
- Kapliczki przydrożne.

## Kultura
W muzeum szkolnym Szkoły Podstawowej w Klęczanach znajduje się zbiór wytworów rękodzielniczych, sprzętów domowych oraz starych fotografii, korespondencji i osobistych dokumentów mieszkańców okolicznych wsi z przełomu minionych wieków.

## Gospodarka
W Klęczanach w 1858 zaczęto wydobywać ropę naftową. Do dziś zachowały się ślady szybów i resztki rafinerii.
W 1912 miejscowa ludność rozpoczęła wydobycie piaskowca. W związku ze wzrostem zapotrzebowania na surowce skalne w latach 60. XX w. postanowiono przekształcić mały kamieniołom w dużą kopalnię odkrywkową produkującą kruszywa dla kolejnictwa. Zakład oddano do użytku w 1988. Aktualnie funkcjonuje on pod nazwą Kopalnia Surowców Skalnych „Klęczany” Sp. z o.o.

## Ochotnicza Straż Pożarna
W 2009 roku powstała Ochotnicza Straż Pożarna, która dysponuje jednym samochodem pożarniczym Man 2.4/16 GBA 12.232.